# Drosophila nigrodumosa
Drosophila nigrodumosa är en tvåvingeart som beskrevs av Wasserman och Fontdevila 1990. Drosophila nigrodumosa ingår i släktet Drosophila och familjen daggflugor.
Artens utbredningsområde är Venezuela.